# Metopia rubricornis
Metopia rubricornis är en tvåvingeart som först beskrevs av Macquart 1851.  Metopia rubricornis ingår i släktet Metopia och familjen köttflugor.
Artens utbredningsområde är Frankrike. Inga underarter finns listade i Catalogue of Life.